# Ascochyta hyalospora
Ascochyta hyalospora är en svampart som först beskrevs av Cooke & Ellis, och fick sitt nu gällande namn av Boerema, S.B. Mathur & Neerg. 1977. Ascochyta hyalospora ingår i släktet Ascochyta, ordningen Pleosporales, klassen Dothideomycetes, divisionen sporsäcksvampar och riket svampar.   Inga underarter finns listade i Catalogue of Life.